# Zé Maria
»Zé María« (s pravim imenom José Marcelo Ferreira), brazilski nogometaš in trener, * 25. julij 1973, Oeiras, Brazilija.
Sodeloval je na nogometnemu delu poletnih olimpijskih iger leta 1996.